# Stade Jules Ladoumègue (Massy)
Stade Jules Ladoumègue – wielofunkcyjny stadion znajdujący się w Massy służący przede wszystkim do rozgrywania meczów rugby union oraz zawodów lekkoatletycznych.
Stadion posiada pełnowymiarowe boisko do rugby otoczone sześciotorową bieżnią lekkoatletyczną, widownia mieści 4200 osób, z czego 1635 na miejscach siedzących (835 zadaszonych). W całym kompleksie znajdują się również inne boiska do piłki nożnej i rugby, w tym trzy ze sztuczną nawierzchnią, tor łyżworolkowy, korty tenisowe oraz tor do jazdy na BMX.
Jest stadionem domowym klubu Rugby Club Massy Essonne, na którym w czerwcu 2012 roku wywalczył historyczny awans do Pro D2.
W 2003 roku gościł dwa spotkania mistrzostw świata U-19 w rugby union.
Nazwany na cześć Jules'a Ladoumègue'a.